# マウイ (ポリネシア神話)
マウイ（Māui）とは、ポリネシア神話において太平洋に浮かぶ数々の島とそこに住む人々を創造したとされる最大の半神英雄。彼に関する神話はニュージーランドのマオリ族、ハワイ、タヒチ、サモアなどポリネシアの広範囲に渡って様々な形で残っている。
マオリ族の神話では、黄泉の国の女神ヒネ・ヌイ・テ・ポの孫として生まれたとされる。年がら年中闇夜ばかり続くのにうんざりして、空を海から持ち上げてそこに星々を貼り付けて星空を造った。その結果、風が吹くようになったが、彼は風を中身をくりぬいたココヤシの中に閉じ込めて必要に応じて出すことにしたが、西風だけが最後まで逃げていた。マウイは次に太陽を管理し、それまでは駆け足で空を渡るため昼の時間が非常に短かったが、マウイは太陽に空をゆっくりと駆けることを了承させた。その後、海中から陸を引き揚げ、先祖にあたるマフイカ (en) の手足の指である火を盗み出した後に、島々に住む全ての生物を創りだした。
ニュージーランドの神話ではマウイの最期が次のように語られている。マウイの最後の策略は、死と冥界の女神ヒネヌイテポに絡み、彼の死を招いた。彼は自然な出産の過程を逆転させることで人類を不死にしようと、ミミズに姿を変えてヒネヌイテポの膣に入り込み、彼女が眠っている間に口から抜け出そうとした。父は、彼女の口には鋭い歯、膣には石の歯が着いているから危険だと話したが、マウイは意志を翻さず、光るイモムシに変身した。そしてヒネの膣へ入ろうとしたところ、それを見たマウイの友人でもある鳥たちが笑い出したため、事態に気付いたヒネに膣の歯で砕かれてしまった。
ハワイの伝説には、マウイの死についてより多様で首尾一貫していない話がある。著名な伝説のひとつは、マウイとハワイ島のワイピオ渓谷の偉大な神々との間の対立が、マウイのカナロアの手による激しい死につながったというものである。